# Пандза, Катарина
Катарина Пандза (нем. Katarina Pandza; род. 17 апреля 2002 года) — австрийская гандболистка, левый полусредний клуба «РК Подравка Копривница» и сборной Австрии.

## Биография

### В клубе
Изначально Пандза играла за австрийский клуб Хипо Нидеростеррайх. Вместе с этой командой она выиграла Кубок ÖHB в 2019 году. Летом 2019 года она подписала контракт с клубом немецкой бундеслиги ТуС Метцинген. В сезоне 2020-21 года она играла за команду второго дивизиона ТГ Нуртинген на правах аренды. В сезоне 2023-24 года она перешла в хорватский клуб первого дивизиона РК Подравка Копривница.
Её сестра Ана Пандза также играет в гандбол. 

### Карьера в сборной
Пандза участвовала в чемпионате Европы среди девушек до 17 лет в 2019 году. Она стала лучшим бомбардиром турнира, забив 66 голов. 18 ноября 2019 года она дебютировала за взрослую сборную Австрии в матче против сборной Польши. Пандза стала лучшим бомбардиром чемпионата Европы среди девушек до 19 лет в 2021 году с 68 голами.
В 2023 году была приглашена в сборную для участия в финальной части чемпионата мира 2023 года. 